# Viktor Koenen
Viktor Koenen (Deckname: Stafford; * 21. Januar 1920 in Merseburg; † 1942) war ein deutscher Widerstandskämpfer gegen den Nationalsozialismus.

## Leben
Koenen, Sohn des KPD-Funktionärs Bernard Koenen, besuchte die Grundschule in Merseburg. Als er 13 Jahre alt war, wurde sein Vater beim Eisleber Blutsonntag (12. Februar 1933) von der SA brutal zusammengeschlagen und so schwer verletzt, dass er ein Auge verlor. Die nächsten Monate versteckte sich der steckbrieflich gesuchte Vater bei einem mit der KPD sympathisierenden, jüdischen Arzt in Leipzig und wurde in dessen Privatklinik behandelt. Auch die Familie Koenen musste untertauchen. Viktor Koenen wurde dabei von seiner Mutter Frieda und von seinem Bruder Alfred getrennt. Alle drei wurden an unterschiedlichen Orten versteckt. Im Juni 1933 konnte Viktor Koenen zusammen mit seiner Mutter und seinem Bruder und ausgestattet mit falschen Papieren in die Sowjetunion emigrieren. Hier traf er auch seinen Vater wieder.
Viktor Koenen besuchte die Karl-Liebknecht-Schule in Moskau. Er war Mitglied in der Pionierorganisation und im Komsomol. Ab Juni 1937 erlernte er im Moskauer Stalin-Autowerk den Beruf des Werkzeugschlossers.  
Nach dem Überfall der deutschen Wehrmacht auf die Sowjetunion am 22. Juni 1941 meldete er sich zusammen mit seinem Bruder freiwillig zur Roten Armee. Im Winter 1941 nahm er an der Schlacht um Moskau teil. Er war zeitweise an der Front und bei Partisanen bzw. in Moskau eingesetzt. Zeitweise arbeitete er auch als Militärdolmetscher in der Siebten Abteilung der Politischen 
Hauptverwaltung der Roten Armee.
Viktor Koenen kämpfte später in einer Aufklärungsgruppe von Fallschirmjägern. Er wurde während eines Streifzuges im feindlichen Hinterland zusammen mit polnischen Partisanen gefangen genommen und ermordet. Andere Quellen besagen, dass sein Flugzeug über Polen abgeschossen wurde und keiner der Insassen überlebte.

## Ehrungen
- Nach ihm war zu Zeiten der DDR die POS „Viktor Koenen“ in Merseburg-Süd benannt.